# Gatesjön, Halland
Gatesjön är en sjö i Laholms kommun i Halland och ingår i Lagans huvudavrinningsområde. Sjön har en area på 0,12 kvadratkilometer och ligger 49 meter över havet.

## Delavrinningsområde
Gatesjön ingår i det delavrinningsområde (627047-133992) som SMHI kallar för Utloppet av Gatesjön. Medelhöjden är 79 meter över havet och ytan är 2,63 kvadratkilometer. Det finns inga avrinningsområden uppströms utan avrinningsområdet är högsta punkten. Vattendraget som avvattnar avrinningsområdet har biflödesordning 2, vilket innebär att vattnet flödar genom totalt 2 vattendrag innan det når havet efter 23 kilometer. Avrinningsområdet består mestadels av skog (66 %) och öppen mark (15 %). Avrinningsområdet har 0,12 kvadratkilometer vattenytor vilket ger det en sjöprocent på 4,6 %.

## Galleri

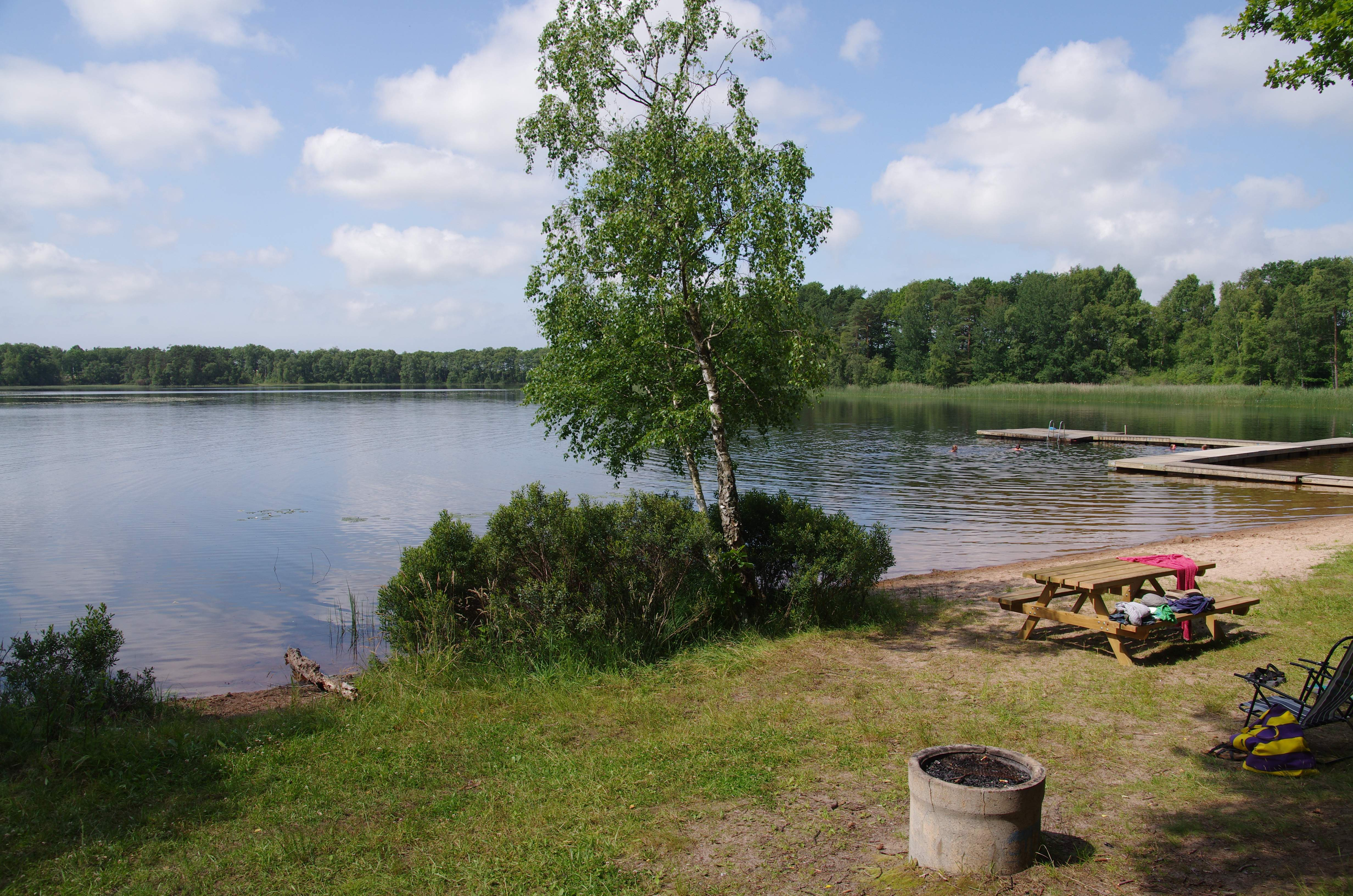
En badplats vid ett sommarstugeområde.